# 1930-е годы
1930-е (ты́сяча девятьсо́т тридца́тые) го́ды по григорианскому календарю — промежуток времени с 1 января 1930 года по 31 декабря 1939 года, включающий 1930 год 3-го десятилетия   и с 1931 по 1939 годы    4-го десятилетия XX века 2-го тысячелетия.  Они закончились 86 лет назад.
Десятилетие характеризуется установлением или укреплением различных по идеологии авторитарных режимов харизматичных диктаторов во многих странах Европы и Азии, включая Сальвадор (Мартинес), Испанию (Франко), Германию (Гитлер), Китай (Чан Кайши), Португалию (Салазар) и многие другие, ростом милитаризма и национализма, а также глубочайшим экономическим кризисом в США, известным как «Великая депрессия». Нарастают противоречия между державами, обострение которых в конце десятилетия привели к началу Второй мировой войны (1939-1945), ставшей крупнейшим вооружённым конфликтом в истории человечества.
Также это десятилетие стремительного развития автомобильной и авиационной промышленности, музыки, радио и кино, во время которого звуковой кинематограф полностью вытеснил немое кино.

## Важнейшие события

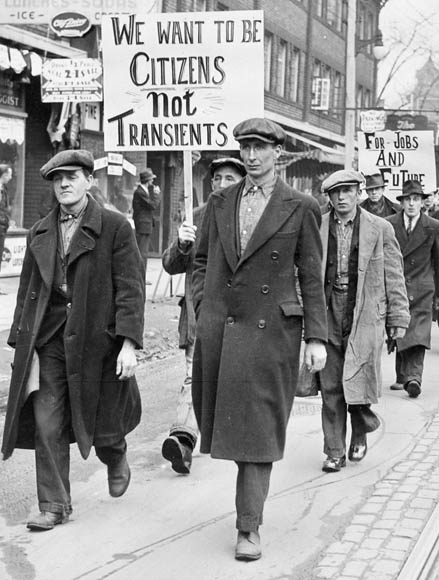
В 1930-е Америка пострадала от Великой депрессии (на фото — марш протеста безработных)

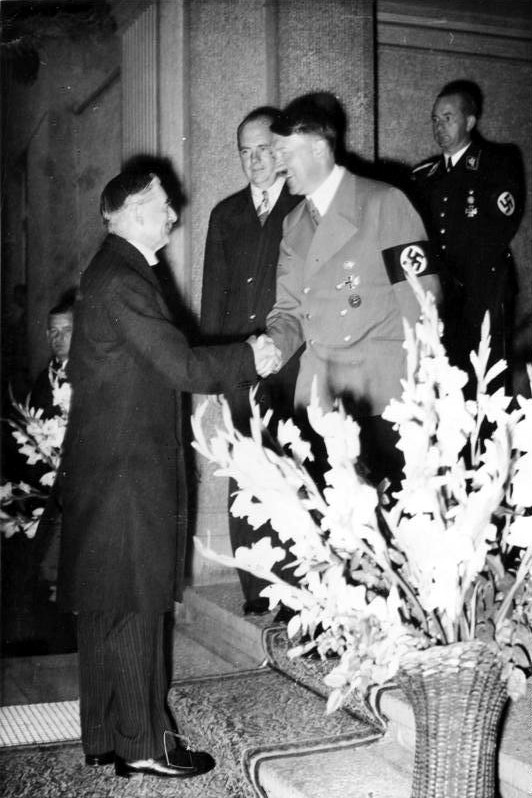
Адольф Гитлер и Невилл Чемберлен были руководителями Германии и Британии соответственно в 1930-е

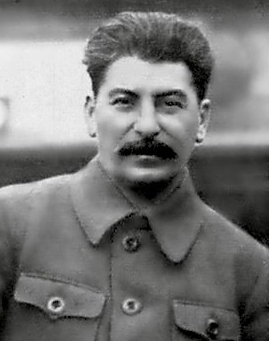
Генеральный секретарь ЦК ВКП(б) И. В. Сталин в 1930 году

### Политика и общество

#### США
- Великая депрессия (1929—1933/1939)[1]. Протест ветеранов (1932; Армия солдатской надбавки), Расстрел голодного марша в Детройте (1932). «Новый курс» Рузвельта (1933).
- Национальный голодный марш (1932)[англ.]. Акт о детях и молодёжи (1933)[англ.]. Поход на Оттаву[англ.] (1935).
- Права создания профсоюзов и организации забастовок в США (1935). Забастовка на Remington Rand[англ.] (1936—1937; формула разрушения профсоюзов[англ.]). Рецессия (1937—1938). 40-часовая рабочая неделя (1938).
- Акты о нейтралитете США (1935; 1936; 1937; 1939)[англ.].

#### Европа
- Договоры об ограничении морских вооружений (1930;1936). Англо-германское морское соглашение (1935). Женевская конференция по разоружению (1932—1934).
- Банк международных расчётов (1930; план Юнга).
- Вестминстерский статут о положении доминионов Великобритании (1931). Конституция Ирландии (1937).
- Экономическая Конференция Британской Империи[англ.] (1932). Лондонская экономическая конференция (1933). Отмена золотого стандарта в ряде стран («Золотой блок»).
- Нацистская Германия (1933—1945). Гитлер стал рейхсканцлером после победы НСДАП на выборах (1932)[англ.]. Начало массового применения «защитных арестов» (поджог Рейхстага; концлагеря Дахау, Ораниенбург, Заксенхаузен, Бухенвальд; «Ночь длинных ножей»).
- Гражданская война в Австрии (1934) и установление австрофашистского режима (Федеративное государство Австрия). Аншлюс (1938; Маутхаузен).
- Путч во Франции (1934). Народный фронт (1936—1937). Франко-советский пакт о взаимопомощи (1935).
- Перевороты в Болгарии, Латвии и Эстонии (1934; диктатура Пятса; Балтийская Антанта). Крестьянская забастовка в Польше (1937)[англ.].
- Балканская Антанта (1934). Ближневосточная Антанта (1937).
- Политика умиротворения. Версальский договор денонсирован (1935). Ремилитаризация Рейнской области и Антикоминтерновский пакт (1936).
- Франко-итальянское соглашение (1935). Итальянское вторжение в Албанию (1936). Стальной пакт (1939).
- Гражданская война в Испании (1936—1939; оборона Мадрида; «пятая колонна»). Вторая Испанская Республика (1931—1939). Диктатура Франсиско Франко (1939—1975).
- Мюнхенское соглашение (1938; немецкая оккупация Чехословакии; Тешинская область присоединена к Польше; Словацко-венгерская война). «Хрустальная ночь» (1938). «Плавание обречённых» (1939).
- Началась Вторая мировая война (1939—1945). Польская кампания вермахта. «Странная война». Польский поход Красной армии.

#### СССР
- Индустриализация (1928—1940), стахановское движение (1935—1941), коллективизация (1928—1933), безбожная пятилетка, голод осени 1932—весны 1933:
  - Голод в Казахстане, на Украине, в Белоруссии, в РСФСР;
  - Протесты: см. Категория:Антисоветские выступления в период коллективизации (Крестьянские восстания в СССР (1929—1932)[укр.]);
  - Запуск Уральского завода тяжёлого машиностроения (1933);
- Создание Главного управления лагерей;
  - Открытие Белбалтлага для строительства Беломорско-Балтийского канала;
- Сталинские репрессии:
  - Московские процессы (1936—1938);
  - Большой террор (1937—1938);
- Советско-японские пограничные конфликты и Вторая мировая война:
  - Пакт Молотова — Риббентропа, бои на Халхин-Голе (1939). Присоединение Западной Украины и Западной Белоруссии к СССР, Советско-финская война, присоединение Прибалтики, Бессарабии и Северной Буковины к СССР (1939—1940).

#### Африка и Ближний Восток
- Вторая итало-эфиопская война (1935—1936).
- Объединение Саудовской Аравии (1932). Резня в Сумайиле (1933). Саудовско-йеменская война (1934). Открыты крупные залежи нефти на Ближнем Востоке (1938; Saudi Aramco).
- Арабское восстание в Палестине (1936—1939).

#### Юго-Восточная Азия и Дальний Восток
- Соляной поход Ганди положил начало массовой кампании гражданского неповиновения английским колониальным властям (1930). Закон об управлении Индией (1935).
- Гражданская война в Китае (1927—1936). Великий поход (1934—1936). Германо-китайское сотрудничество (1911—1941).
- Японская интервенция в Маньчжурию (1931) привела к образованию марионеточного государства Маньчжоу-го (1932—1945). Путч молодых офицеров (1936).

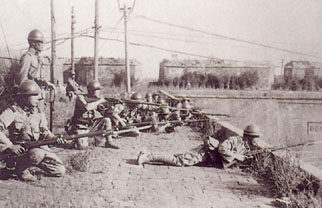
Захват Мукдена японцами 19 сентября 1931 г.

- Японо-китайская война (1937—1945). Нанкинская резня (1937).

#### Латинская Америка
- Революция в Бразилии (1930; Эра Варгаса). Восстание в Сальвадоре (1932). Колумбийско-перуанская война (1932—1933). Чакская война (1932—1935). Вывод войск США из Никарагуа (1933) и Гаити (1934).
- Этнические чистки в Доминиканской Республике (1937). Национализация нефтяных компаний в Мексике[англ.] (1938).

### Наука и техника
- Плутон (открыт — 1930, Томбо).
- Радиотелескоп (1931, Карл Янский).
- Кейнсианство («Общая теория занятости, процента и денег» — 1936, Кейнс).
- Вертолёт (практичный — 1937, «Focke-Wulf Fw 61»)
- Деление ядра (эксперимент по расщеплению урана — 1938, Отто Ган).
- Реактивный самолёт (1939, «Heinkel He 178»)
- Ядерный спектрограф — создан в ЛГУ Б. С. Джелеповым

### Катастрофы и стихийные бедствия
- Наводнение в Китае (1931).
- Массовые торнадо (1932 Deep South tornado outbreak).
- Ураган Дня труда (1935).
- «Пыльный котёл». Black Sunday (1935).
- Землетрясение в Белуджистане (1935).
- Катастрофа дирижабля «Гинденбург» (1937).
- Взрыв в новой лондонской Школе[англ.] (1937).
- Великий Гонконгский тайфун (1937)[англ.].
- Наводнение на Хуанхэ (1938).
- Новоанглийский ураган (1938).
- Чилийское землетрясение[англ.] (1939).
- Лесные пожары в Австралии[англ.] (1939).

## Культура

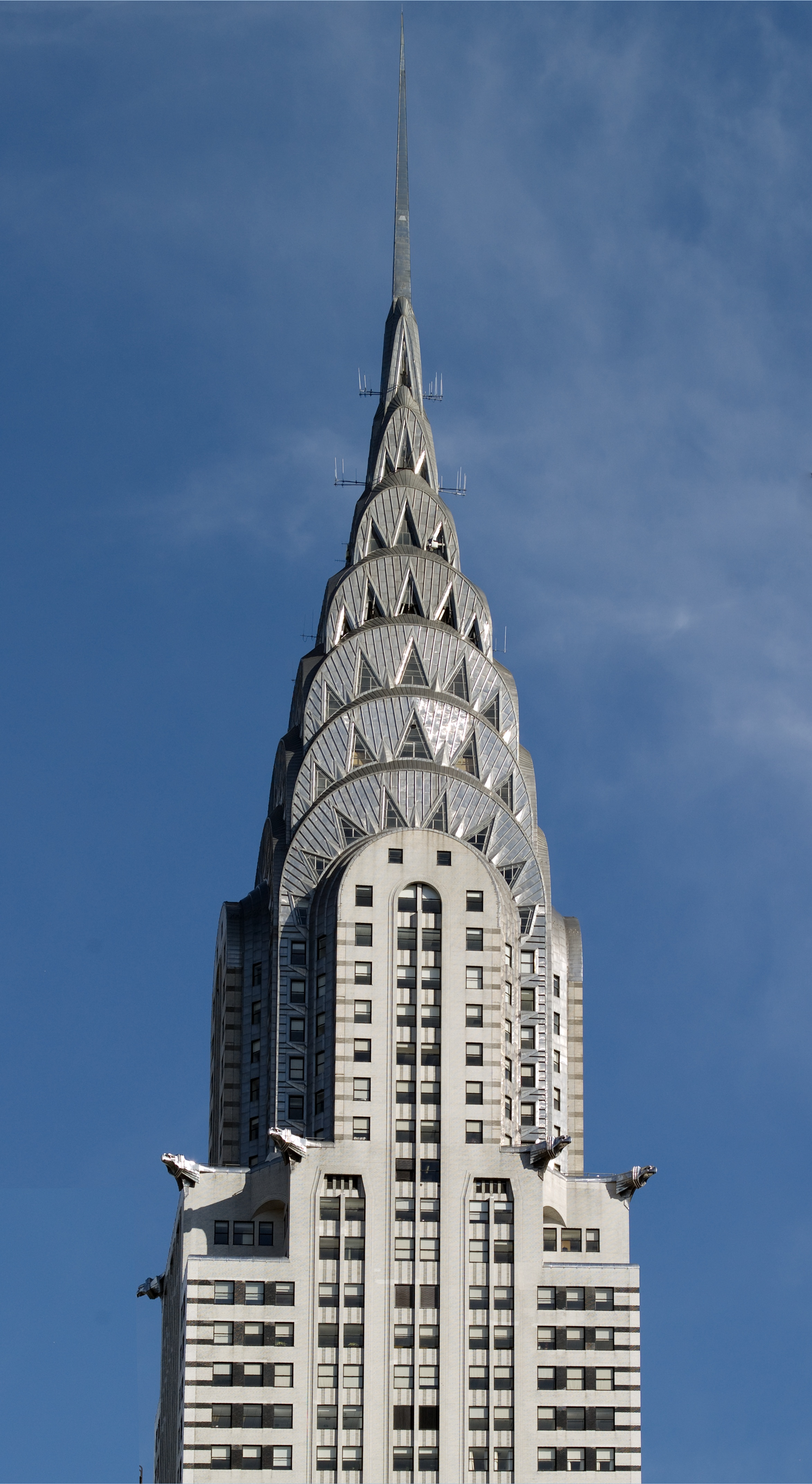
Крайслер-билдинг (построено в 1930), небоскрёб, оформленный в стиле ар-деко

- Аэродинамический дизайн (Streamline Moderne).
- Международная колониальная выставка в Париже (1931).
- Всемирная выставка в Париже (1937).
- Всемирная выставка в Нью-Йорке (1939).

#### Американская литература
- Хэммет, Дэшил, «Мальтийский сокол» (1930).
- Говард, Роберт Ирвин, «Феникс на мече» (1932).
- Кейн, Джеймс, «Почтальон всегда звонит дважды» (1934).
- Синклер Льюис, «У нас это невозможно» (1935).
- Карнеги, Дейл, «Как завоёвывать друзей и оказывать влияние на людей» (1936).
- Маргарет Митчелл, «Унесенные ветром» (1936).
- Эрнест Хэмингуэй, «Снега Килиманджаро» (1936), «Иметь и не иметь» (1937).
- Стейнбек, Джон, «О мышах и людях» (1937), «Гроздья гнева» (1939).
- Дос Пассос, Джон, «США» (1930—1936).

#### Европейская литература
- Хаксли, Олдос, «О дивный новый мир» (1932).
- Агата Кристи, "Убийство в «Восточном экспрессе» (1934).
- Памела Линдон Трэверс, «Мэри Поппинс» (1934).
- Толкин, Джон Рональд Руэл, «Хоббит, или Туда и обратно» (1937).
- Джордж Оруэлл, «Дорога на Уиган-Пирс» (1937) и «Памяти Каталонии» (1938).
- Антуан де Сент-Экзюпери, «Ночной полёт» (1931) и «Планета людей» (1939).
- Луи-Фердинанд Селин, «Путешествие на край ночи» (1932).
- Андре Мальро, «Удел человеческий» (1933).
- Жан-Поль Сартр, «Тошнота» (1938) и  «Стена[англ.]» (1939).
- Владимир Набоков эмигрирует в США, романы «Камера обскура» (1933) и «Приглашение на казнь» (1935—1936).
- М. Агеев, «Роман с кокаином» (1934).
- Иван Бунин, период создания рассказов «Тёмные аллеи» (1937—1945), роман «Жизнь Арсеньева» (1929—1933).
- Иньяцио Силоне, «Фонтамара[англ.]» (1933).
- Лион Фейхтвангер, «Успех» (1930) и «Семья Опперман» (1933).
- Эрих Мария Ремарк, «Три товарища» (1936).
- Томас Манн, период создания романа «Иосиф и его братья» (1926—1943), новелла «Марио и волшебник» (1930).
- Бертольт Брехт, пьесы «Мамаша Кураж и её дети» (1938—1939) и «Страх и отчаяние в Третьей империи» (1934—1938).
- Беньямин, Вальтер, «Берлинское детство на рубеже веков» (1932—1938).
- Элиас Канетти, «Ослепление» (1935).
- Стефан Цвейг, «Нетерпение сердца» (1938).
- Роберт Музиль, период создания романа «Человек без свойств» (1921—1942).
- Фернандо Пессоа, период создания «Книги непокоя» (1913—1934).
- Халлдор Лакснесс, роман «Самостоятельные люди[англ.]» (1935).
- Карел Чапек, романы «Гордубал» (1933) и «Война с саламандрами» (1936) и пьеса «Мать» (1938).
- Антал Серб, «Путник и лунный свет» (1937).
- Бруно Шульц, «Коричные лавки» (1934) и «Санатория под клепсидрой[англ.]» (1937).
- Витольд Гомбрович, «Фердидурке[англ.]» (1937).
- Антон Таммсааре, период создания романа «Правда и справедливость» (1926—1933).

#### Советская литература
- Платонов, Андрей Платонович, повести «Котлован» (1930, не опубликована) и «Джан» (1935, изданы отрывки), период создания романа Счастливая Москва[нем.] (с 1932-го по 1936-й, не опубликован).
- Ильф и Петров, «Золотой телёнок» (1931), «Одноэтажная Америка» (написана в 1935—1936, опубликована в 1937).
- Зощенко, Михаил Михайлович, «Возвращённая молодость» (1933).
- Горький, Максим, период создания третьей и четвёртой частей романа «Жизнь Клима Самгина» (с 1931 по 1936 годы, опубликованы в 1933 и 1937).
- Житков, Борис Степанович, период создания романа «Виктор Вавич» (с 1926-го по 1931-й; опубликован в 1929—1941 годы, запрещён).
- Добычин, Леонид Иванович, «Город Эн» (1934).
- Михаил Шолохов, период создания третьего и четвёртого частей томов романа «Тихий Дон» (с 1933 по 1940 годы).
- Островский, Николай Алексеевич, «Как закалялась сталь» (писался в 1930—1934, издан в 1934).
- Бажов, Павел Петрович, «Малахитовая шкатулка» (1939).
- Булгаков, Михаил Афанасьевич, период создания романа «Мастер и Маргарита» (с 1928-го по 1940-й, не опубликован).
- Зальцман, Павел Яковлевич, период создания романа «Щенки[нем.]» (с 1932-го по 1952-й, не опубликован).
- Хармс, Даниил Иванович, повесть «Старуха» (1939, не опубликована).
- Ахматова, Анна Андреевна, период создания поэмы «Реквием» (с 1934-го по 1940-й, не опубликована).
- Замятин, Евгений Иванович, «Бич Божий» (1935).

### Кино, театр, комиксы

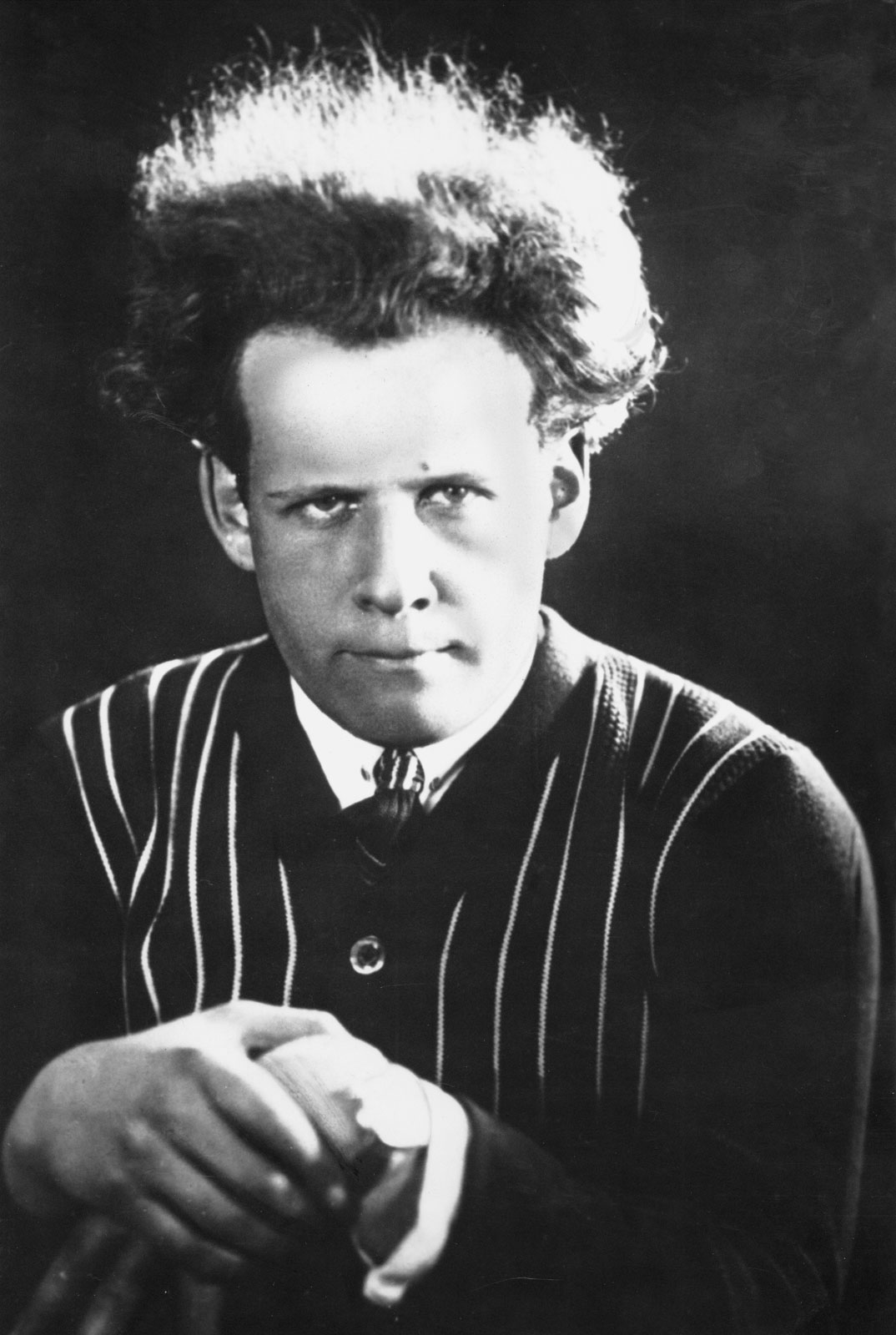
Сергей Эйзенштейн был одним из важнейших советских режиссёров в 1920-е и 1930-е